# Mercedes-Benz C117
La sigla Mercedes-Benz C117 identifica la prima generazione della Mercedes-Benz Classe CLA (o più semplicemente CLA), un'autovettura coupé 4 porte sportiva di fascia media, prodotta dal 2013 al 2019 dalla Casa automobilistica tedesca Mercedes-Benz. È stata presentata la seconda generazione (C118) al Consumer Electronics Show di Las Vegas l'8 gennaio 2019.

## Storia e profilo

### Genesi del modello
Le origini della C117 vanno fatte risalire al periodo in cui erano stati avviati i progetti relativi ad altri due modelli della Casa di Stoccarda, vale a dire la seconda generazione della Classe B e la terza generazione della Classe A. Il direttivo della Daimler AG decise che dai due nuovi modelli avrebbe potuto essere derivata una coupé 4 porte dall'aspetto sportivo.
Pertanto, in anteprima mondiale, al Salone di Pechino nella primavera del 2012, venne testato l'impatto sul pubblico con l'esposizione della concept Style Coupé, che ottenne consensi stimolanti da parte dei visitatori. Analogamente, in prima europea, la stessa concept car venne esposta al Salone di Parigi dello stesso anno. La Casa dichiarò senza mezzi termini che la concept prefigurava molto da vicino una futura coupé a 4 porte di medie dimensioni.

### Debutto ufficiale
Il debutto è avvenuto il 15 gennaio del 2013 in occasione del Mercedes-Benz Fashion Week, una manifestazione dedicata alla moda ma patrocinata dalla Casa tedesca, la quale ha colto l'occasione per presentare il nuovo modello. Ma la presentazione ufficiale in anteprima mondiale si è avuta sempre a gennaio al Salone di Detroit, mentre quello in anteprima europea si è avuto due mesi più tardi a Ginevra. La produzione è stata avviata il 25 gennaio 2013, poco prima della chiusura del Salone di Detroit.

#### Design interno ed esterno
Esternamente il design della C117 riflette i più recenti temi stilistici della Casa. Il corpo vettura è molto aerodinamico caratterizzato (nella versione dotata di pacchetto specifico) da un Cx di 0.22, fra i più bassi nel settore automobilistico.
Il frontale della vettura riprende quanto già proposto negli ultimi modelli, ed in particolare nella W176, con cui viene condivisa la grande calandra pentagonale tagliata orizzontalmente in due parti e sulla quale è collocato il grande stemma della casa automobilistica. Ai lati della calandra, altrettanto analoghi alla W176 sono i gruppi ottici con tecnologia a led, i quali riprendono il family-feeling degli ultimi modelli Mercedes-Benz. Il paraurti è diviso in tre grandi prese d'aria destinate al raffreddamento del motore e delle pinze freno anteriori. Il cofano motore presenta quattro nervature, due più a lato e due in posizione più centrale.
La vista laterale mette in luce la scelta di immagine sportiva dell'auto: i montanti centrali sono camuffati, la forma a spicchio delle due superfici vetrate laterali e l'andamento arcuato della linea di cintura rendono più slanciata la vista d'insieme. La parte posteriore, termina bruscamente con un bordo spigoloso sulla sommità dello sportello del vano bagagli, ed è inoltre caratterizzata da gruppi ottici triangolari dai lati curvilinei.

Il volante è a tre razze e la console centrale presenta delle bocchette di aerazione dal disegno aeronautico, segni stilistici già usati dalla casa in altri modelli. Anteriormente sono presenti sedili dai richiami sportivi, mentre posteriormente è presente un divano omologato per tre persone, ma che di fatto risulta comodo solo per due. Il bagagliaio mette a disposizione un volume pari a 470 litri.

#### Struttura e meccanica

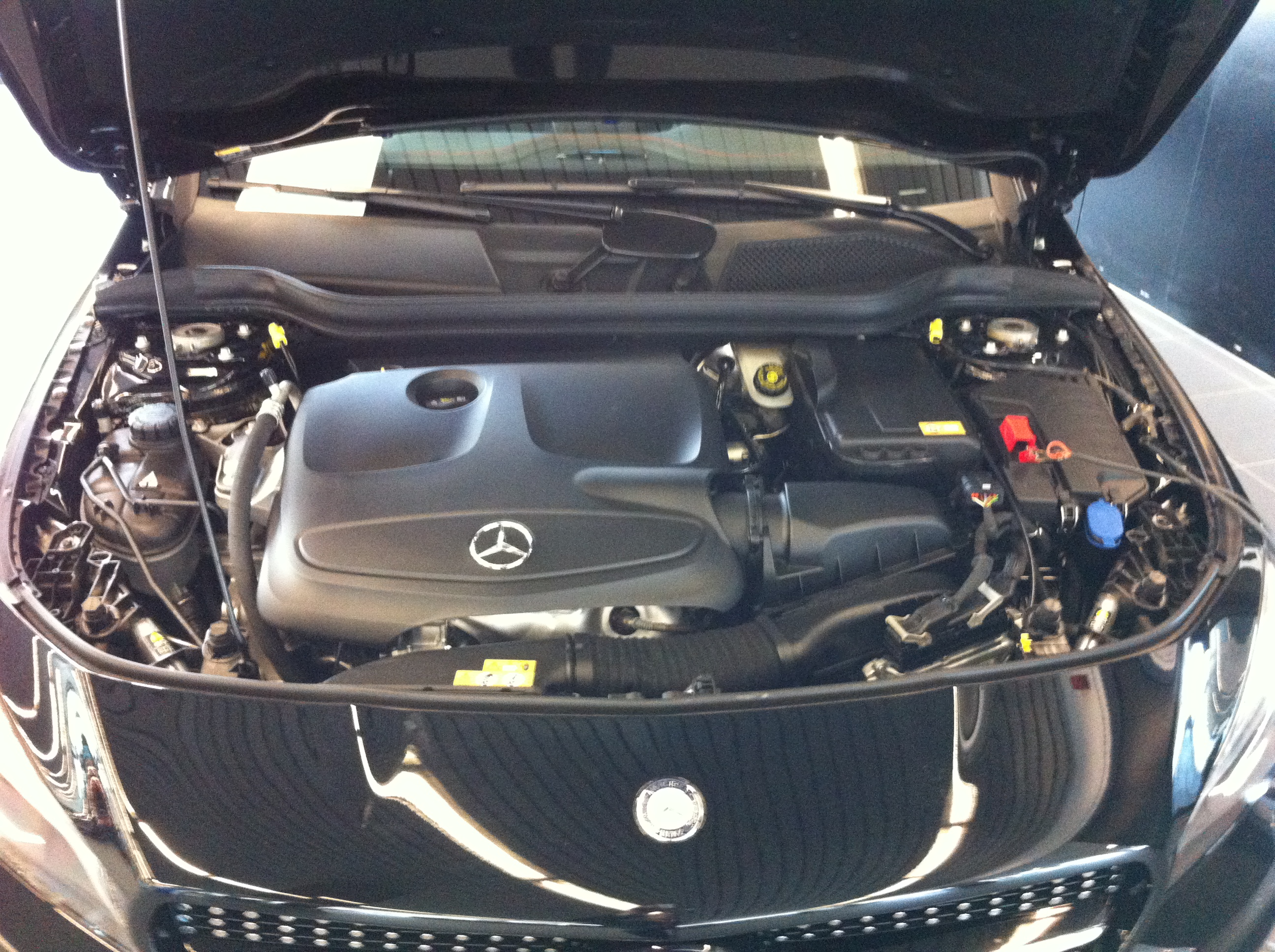
Il vano motore di una CLA

La prima generazione della CLA utilizza la stessa piattaforma modulare MFA già utilizzata per i contemporanei modelli della Classe A e della Classe B. Lo schema meccanico è anch'esso quello già visto su tali modelli, ed è dunque caratterizzato dal motore anteriore trasversale e dalla trazione anteriore (con possibilità della trazione integrale per alcune motorizzazioni benzina e gasolio). Le sospensioni sono realizzate in lega di alluminio e prevedono un avantreno del tipo MacPherson con ammortizzatori a doppio tubo, mentre il retrotreno è di tipo multilink con ammortizzatori monotubo. Sono previste a scelta due differenti configurazioni di assetto, una più turistica ed una più sportiva e quindi anche più ribassata. L'impianto frenante prevede invece quattro dischi, dei quali quelli anteriori sono di tipo autoventilante, mentre quelli posteriori sono pieni. Lo sterzo è a cremagliera con servocomando elettrico.

Al suo debutto la C117 è stata proposta in quattro motorizzazioni, tre a benzina e una a gasolio, tutte sovralimentate mediante turbocompressore:
- CLA 180: versione di base con motore M270 da 1595 cm³ con potenza massima di 122 CV. Tale versione può essere ottenuta anche con pacchetto BlueEFFICIENCY, volto a contenere ulteriormente consumi ed emissioni nocive;
- CLA 200: versione equipaggiata con lo stesso motore del modello più economico, ma portato a 156 CV di potenza massima;
- CLA 250: versione di punta tra quelle a benzina, spinta anch'essa da un motore della famiglia M270, ma che in questo caso ha una cilindrata di 1991 cm³ ed una potenza massima di 211 CV;
- CLA 220 CDI: unica versione a gasolio nella gamma d'esordio, monta invece il collaudatissimo motore OM651 da 2143 cm³, qui nella variante da 170 CV con turbocompressore.

Anche il motore a gasolio, che pur ha trovato applicazione in numerosi modelli della Casa in disposizione longitudinale, viene qui montato trasversalmente come nel caso dei due modelli imparentati (Classe A e Classe B).

Per quanto riguarda le varianti di trasmissione, la CLA prevede un cambio manuale a 6 marce nei modelli CLA 180 e CLA 200, mentre per i restanti modelli CLA 250 e CLA 220 CDI è previsto un cambio a doppia frizione a 7 rapporti. In alcuni mercati la CLA 250 è prevista anche con cambio manuale a 6 marce.

#### Allestimenti e dotazioni

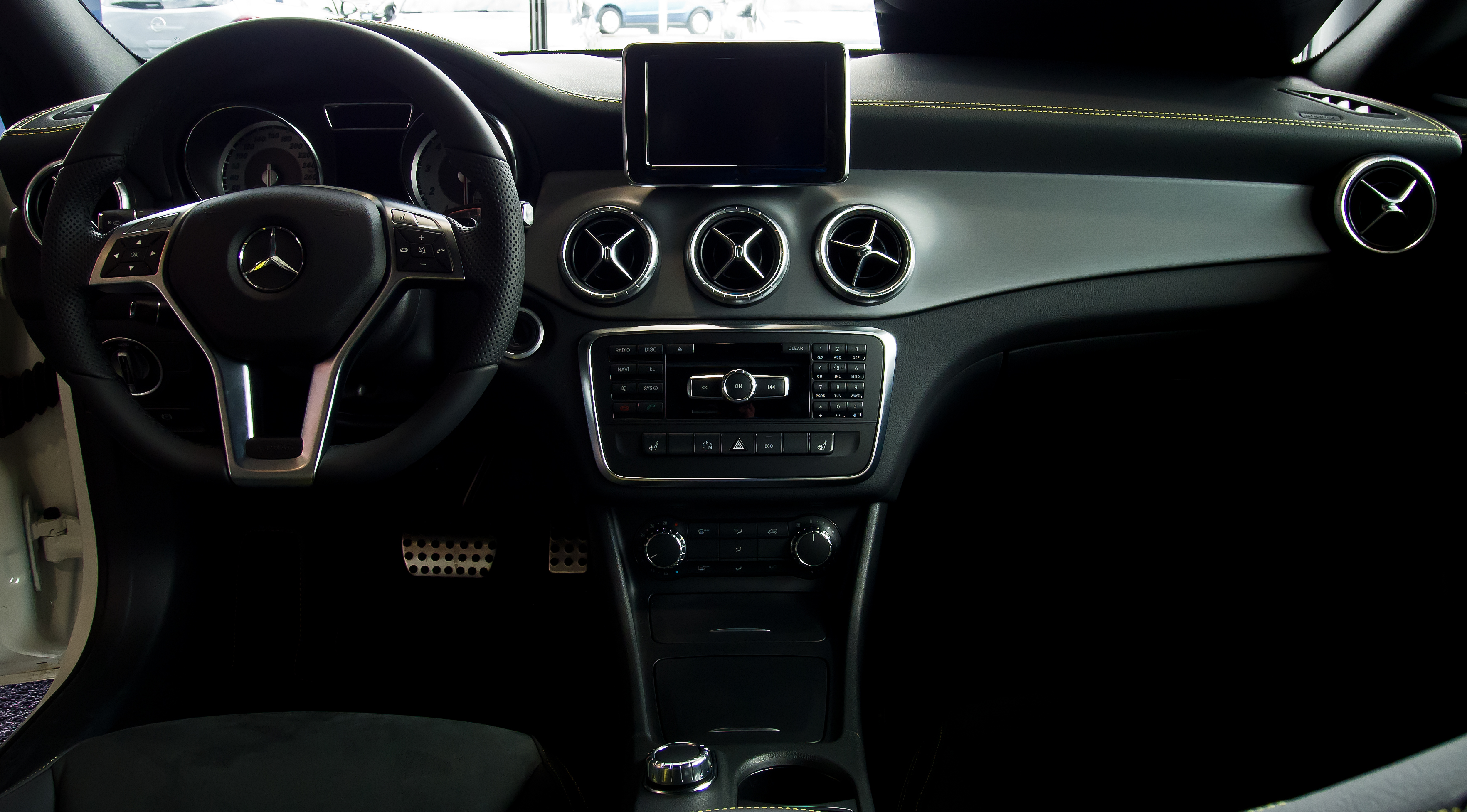
Il posto guida di una CLA 200

In Italia la C117 viene commercializzata in tre livelli di allestimento denominati in modo differente a seconda dei mercati, i nomi più diffusi sono: Executive (di base), Sport (intermedio) e Premium (di punta). I tre allestimenti differiscono per dotazioni e motori.
Una menzione a parte va riservata alla CLA 180 BlueEFFICIENCY, equipaggiata con tutta una serie di soluzioni volte alla riduzione di consumi ed emissioni inquinanti. Tra queste soluzioni vanno senz'altro ricordati: il corpo vettura ribassato, la calandra con feritoie apribili in funzione del carico del motore, la mascherina parzialmente coperta e la carenatura di alcune zone sottoscocca. Anche le prestazioni sono state in parte addomesticate.

### Evoluzione

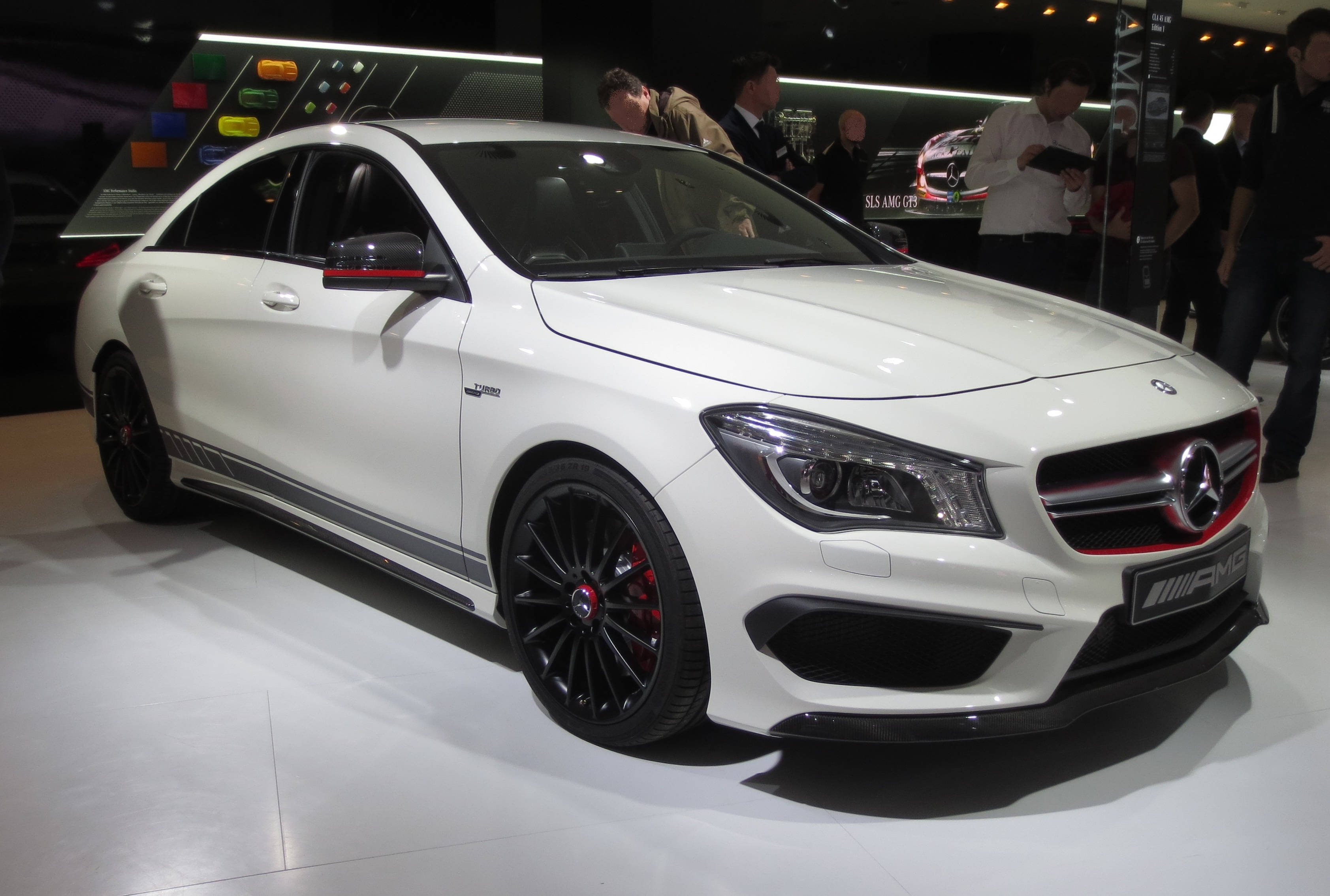
La versione di punta della gamma, la CLA45 AMG 4MATIC

La produzione della prima generazione della CLA ebbe luogo nello stabilimento Daimler-Benz di Kecskemét, vicino a Budapest (Ungheria), mentre la commercializzazione venne fissata per il 13 aprile 2013.
Come da tradizione, il lancio di un nuovo modello della Casa di Stoccarda venne inaugurato con l'introduzione di una serie speciale denominata Edition 1, basato sul livello di allestimento Premium, al quale vengono aggiunti nuovi rivestimenti in pelle e microfibra dei sedili, con cuciture a contrasto di color giallo.

Poco dopo l'avvio della commercializzazione, la gamma venne estesa con l'introduzione della versione CLA 200 CDI, spinta sempre dal 2.1 litri in variante da 136 CV. Durante l'estate si ebbe invece un'estensione della gamma verso l'alto, con due modelli: la CLA250 (anche a trazione integrale) e la CLA45 AMG, equipaggiata con un motore 2 litri sovralimentato che al debutto di questo modello già equipaggiava da alcuni mesi la top di gamma della contemporanea Classe A. Questo motore, della potenza di 360 CV, permetteva alla vettura di raggiungere una velocità massima di 250 km/h (autolimitati) con uno scatto da 0 a 100 km/h coperto in 4"6. Anche questa versione era dotata di trazione sulle quattro ruote ed è inoltre equipaggiata con un cambio a doppia frizione a 7 rapporti rivisto dal reparto sportivo AMG.

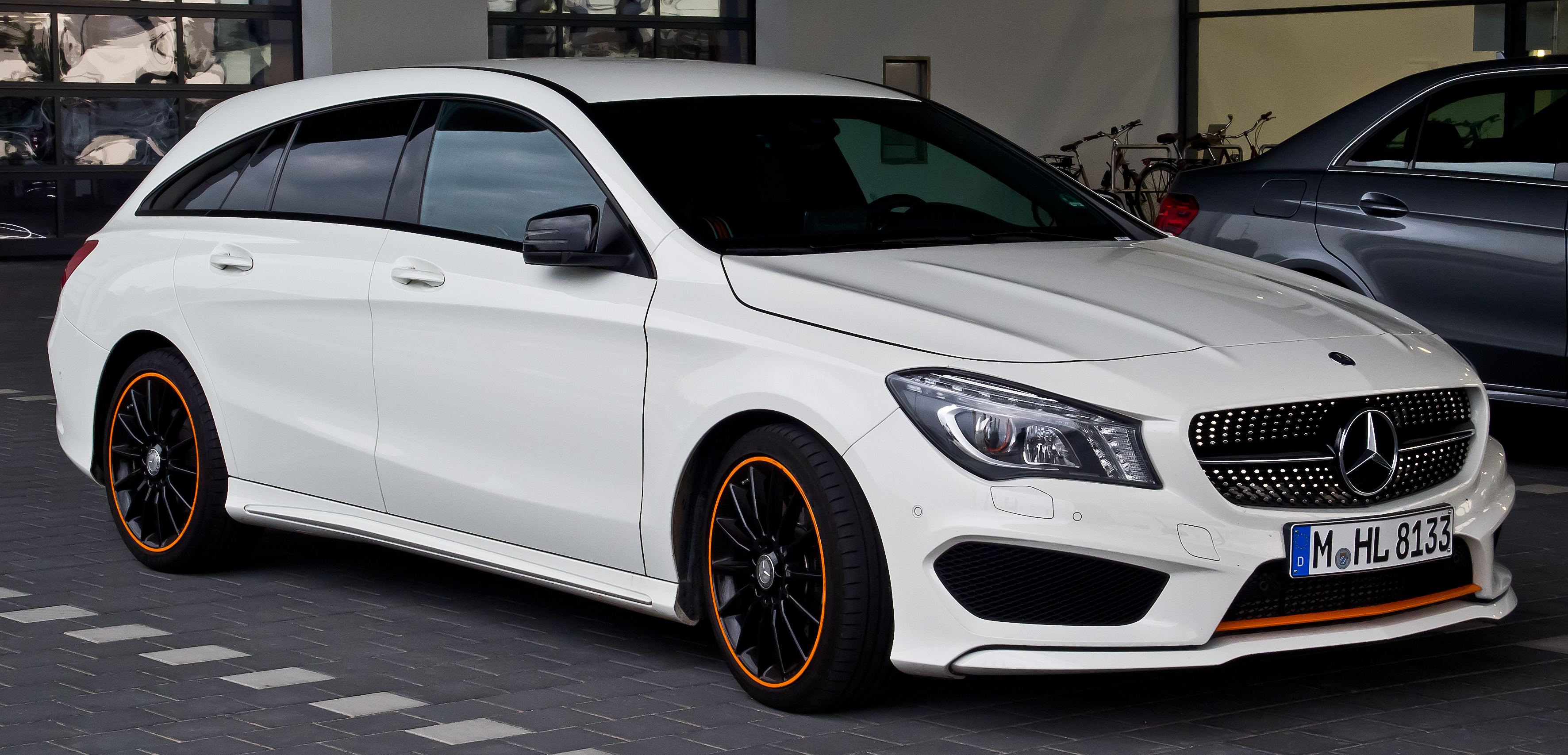
Una CLA Shooting Brake

Il successivo aggiornamento alla gamma della CLA C117 si ebbe nel febbraio 2014, quando venne introdotta una versione a gasolio equipaggiata con il motore OM607 da 1.5 litri di origine Renault. Con questo propulsore, in grado di erogare fino a 109 CV di potenza massima, la CLA 180 CDI raggiungeva una velocità massima di 205 km/h, riducendo i consumi rispetto alle altre motorizzazioni. Sette mesi dopo, i modelli CLA 200 CDI e CLA 220 CDI divennero disponibili anche con la trazione integrale 4MATIC. Nell'autunno del 2014, la CLA 220 CDI vide il proprio motore beneficiare di un leggero incremento di potenza, che passò da 170 a 177 CV. Negli ultimi mesi del 2014, inoltre, vennero svelate le prime immagini della versione giardinetta (sigla di progetto X117), che sarebbe stata introdotta nel mercato a partire dal febbraio 2015. Questa nuova variante di carrozzeria riprende gli stessi criteri d'impostazione del corpo vettura che a suo tempo furono utilizzati per il lancio della CLS Shooting Brake, ossia la variante giardinetta della più grande CLS. Analogamente, quindi, anche la versione su base CLA, ha preso la denominazione di CLA Shooting Brake ed è caratterizzata anch'essa da un corpo vettura profilato, specie nella zona posteriore, in maniera tale da non mischiarsi nella categoria delle normali station wagon, ma conservando invece le caratteristiche di aerodinamicità che già contraddistinguono la versione a 4 porte. Da quest'ultima vennero riprese per la Shooting Brake le stesse motorizzazioni, compresa anche la versione AMG da 360 CV, ma con l'eccezione del 1.5 a gasolio di origine Renault. Quest'ultima unità motrice sarebbe giunta a far parte della gamma della CLA Shooting Brake solo alcuni mesi dopo, e precisamente a partire dal settembre 2015. Contemporaneamente, tutte le versioni a gasolio persero la storica sigla CDI, al cui posto venne inserita semplicemente una d. E così ecco che ad esempio una CLA 200 CDI divenne CLA 200 d e così via. Contemporaneamente, la versione AMG, in entrambe le configurazioni di carrozzeria, vide il proprio motore passare da 360 a 381 CV.
Al Salone di New York del 2016 venne presentato il restyling della Classe CLA: a cambiare furono soprattutto il disegno del paraurti anteriore e le grafiche dei gruppi ottici, di tipo full-led. Più consistenti gli aggiornamenti alla gamma motori, che vide l'arrivo di due nuove motorizzazioni a benzina (2 litri turbo da 184 e 218 CV) in aggiunta a quelle già preesistenti che rimangono sempre in gamma. Inoltre, la versione da 184 CV, denominata CLA 220, è prevista solo in abbinamento alla trazione integrale. Sul fronte diesel, invece, non si sono avute novità di sorta. Gli stessi aggiornamenti si sono avuti anche nella versione Shooting Brake.
La gamma a quel punto cominciò la sua parabola discendente, con pochissimi aggiornamenti, i più significativi dei quali sono stati l'eliminazione dal listino della CLA 180 BlueEfficiency e della CLA 250 Sport, sia a trazione anteriore che integrale. La produzione della vettura è terminata nel febbraio del 2019, per lasciare il posto alla seconda generazione. È rimasta per pochi mesi ancora in listino la versione Shooting Brake, fino a che, nell'estate del 2019, anch'essa è scomparsa dai listini.

### Tabella riepilogativa
Di seguito vengono riepilogate le caratteristiche relative alle varie versioni della gamma CLA. I valori di consumi ed emissioni di CO2 indicati nelle due versioni introdotte nel maggio 2018 sono conformi alla normativa WLTP entrata in vigore nel settembre dello stesso anno. I valori delle altre versioni seguono invece la normativa NEDC:
| Modello | Variante carrozzeria | Sigla progetto | Motore          | Cilindrata cm³ | Alimentazione                            | Potenza CV/rpm | Coppia Nm/rpm  | Trazione | Cambio/ N°rapporti         | Massa a vuoto (kg) | Velocità max | Acceler. 0–100 km/h | Consumo (l/100 km) | Emissioni CO2 (g/km) | Anni di produzione |
| Versioni a benzina |                      |                |                 |                |                                          |                |                |          |                            |                    |              |                     |                    |                      |                    |
| CLA 180 | 4 porte              | 117.342        | M270DE16AL red. | 1595           | Iniezione diretta + turbocompressore     | 122/5000       | 200/ 1250-4000 | A        | M/6                        | 1.320              | 210          | 9"3                 | 5,6                | 1261                 | 01/2013-02/2019    |
| CLA 180 | Shooting Brake       | 117.942        | M270DE16AL red. | 1595           | Iniezione diretta + turbocompressore     | 122/5000       | 200/ 1250-4000 | A        | M/6                        | 1.355              | 210          | 9"4                 | 5,5                | 128                  | 02/2015-06/2019    |
| CLA 180 BlueEFFICIENCY | 4 porte              | 117.342        | M270DE16AL red. | 1595           | Iniezione diretta + turbocompressore     | 122/5000       | 200/ 1250-4000 | A        | M/6                        | 1.320              | 190          | 9"9                 | 5                  | 118                  | 01/2013-05/2018    |
| CLA 180 BlueEFFICIENCY | Shooting Brake       | 117.942        | M270DE16AL red. | 1595           | Iniezione diretta + turbocompressore     | 122/5000       | 200/ 1250-4000 | A        | M/6                        | 1.355              | 190          | 9"                  | 5,3                | 117                  | 02/2015-06/2019    |
| CLA 200 | 4 porte              | 117.343        | M270DE16AL      | 1595           | Iniezione diretta + turbocompressore     | 156/5300       | 250/ 1250-4000 | A        | M/6                        | 1.320              | 230          | 8"6                 | 5,7                | 1261                 | 01/2013-02/2019    |
| CLA 200 | Shooting Brake       | 117.943        | M270DE16AL      | 1595           | Iniezione diretta + turbocompressore     | 156/5300       | 250/ 1250-4000 | A        | M/6                        | 1.355              | 225          | 8"8                 | 5,6                | 1301                 | 02/2015-06/2019    |
| CLA 220 4MATIC | 4 porte              | 117.347        | M270DE20AL      | 1991           | Iniezione diretta + turbocompressore     | 184/5500       | 300/ 1200-4000 | I        | Doppia frizione 7 rapporti | 1.455              | 240          | 7"1                 | 6,5                | 152                  | 07/2016-02/2019    |
| CLA 220 4MATIC | Shooting Brake       | 117.947        | M270DE20AL      | 1991           | Iniezione diretta + turbocompressore     | 184/5500       | 300/ 1200-4000 | I        | Doppia frizione 7 rapporti | 1.475              | 235          | 7"2                 | 6,8                | 154                  | 07/2016-06/2019    |
| CLA 250 | 4 porte              | 117.344        | M270DE20AL      | 1991           | Iniezione diretta + turbocompressore     | 211/5500       | 350/ 1200-4000 | A        | Manuale 6 marce            | 1.375              | 240          | 6"6                 | 6,7                | 153                  | 01/2013-02/20192   |
| CLA 250 | Shooting Brake       | 117.944        | M270DE20AL      | 1991           | Iniezione diretta + turbocompressore     | 211/5500       | 350/ 1200-4000 | A        | Manuale 6 marce            | 1.425              | 240          | 6"9                 | 6,8                | 156                  | 01/2013-06/20192   |
| CLA 250 Automatic | 4 porte              | 117.344        | M270DE20AL      | 1991           | Iniezione diretta + turbocompressore     | 211/5500       | 350/ 1200-4000 | A        | Doppia frizione 7 rapporti | 1.405              | 240          | 6"7                 | 6,2                | 126                  | 01/2013-02/2019    |
| CLA 250 Automatic | Shooting Brake       | 117.944        | M270DE20AL      | 1991           | Iniezione diretta + turbocompressore     | 211/5500       | 350/ 1200-4000 | A        | Doppia frizione 7 rapporti | 1.425              | 240          | 6"9                 | 5,5                | 128                  | 06/2015-02/2019    |
| CLA 250 4MATIC | 4 porte              | 117.346        | M270DE20AL      | 1991           | Iniezione diretta + turbocompressore     | 211/5500       | 350/ 1200-4000 | I        | Doppia frizione 7 rapporti | 1.465              | 240          | 6"6                 | 6,6                | 151                  | 06/2013-02/20193   |
| CLA 250 4MATIC | Shooting Brake       | 117.946        | M270DE20AL      | 1991           | Iniezione diretta + turbocompressore     | 211/5500       | 350/ 1200-4000 | I        | Doppia frizione 7 rapporti | 1.480              | 240          | 6"8                 | 6,6                | 152                  | 02/2015-06/2019    |
| CLA 250 Sport | 4 porte              | 117.350        | M270DE20AL      | 1991           | Iniezione diretta + turbocompressore     | 218/5500       | 350/ 1200-4000 | A        | Manuale 6 marce            | 1.385              | 240          | 6"5                 | 6,8                | 156                  | 07/2016-05/2018    |
| CLA 250 Sport 4MATIC4 | 4 porte              | -              | M270DE20AL      | 1991           | Iniezione diretta + turbocompressore     | 218/5500       | 350/ 1200-4000 | I        | Doppia frizione 7 rapporti | 1.415              | 240          | 6"4                 | 6,8                | 158                  | 07/2016-05/2018    |
| CLA 250 Sport 4MATIC4 | Shooting Brake       | -              | M270DE20AL      | 1991           | Iniezione diretta + turbocompressore     | 218/5500       | 350/ 1200-4000 | I        | Doppia frizione 7 rapporti | 1.480              | 240          | 6"7                 | 7,2                | 160                  | 07/2016-06/2019    |
| CLA 45 AMG 4MATIC | 4 porte              | 117.352        | M133DE20AL      | 1991           | Iniez. diretta + doppio turbocompressore | 360/6000       | 450/ 2250-5000 | I        | AMG Speedshift 7G-DCT      | 1.510              | 2505         | 4"6                 | 7,1                | 161                  | 06/2013-08/20153   |
| CLA 45 AMG 4MATIC | 4 porte              | 117.352        | M133DE20AL      | 1991           | Iniez. diretta + doppio turbocompressore | 381/6000       | 475/ 2250-5000 | I        | AMG Speedshift 7G-DCT      | 1.510              | 2505         | 4"2                 | 6,9                | 162                  | 09/2015-02/2019    |
| CLA 45 AMG 4MATIC | Shooting Brake       | 117.952        | M133DE20AL      | 1991           | Iniez. diretta + doppio turbocompressore | 360/6000       | 450/ 2250-5000 | I        | AMG Speedshift 7G-DCT      | 1.540              | 2505         | 4"7                 | 6,9                | 161                  | 02/2015-08/2015    |
| CLA 45 AMG 4MATIC | Shooting Brake       | 117.952        | M133DE20AL      | 1991           | Iniez. diretta + doppio turbocompressore | 381/6000       | 475/ 2250-5000 | I        | AMG Speedshift 7G-DCT      | 1.540              | 2505         | 4"3                 | 6,9                | 162                  | 09/2015-06/2019    |
| Versioni a gasolio5 |                      |                |                 |                |                                          |                |                |          |                            |                    |              |                     |                    |                      |                    |
| CLA 180 CDI | 4 porte              | 117.312        | OM607DE15LA     | 1461           | Turbodiesel iniez. diretta common rail   | 109/4000       | 260/ 1750-2500 | A        | M/6                        | 1.375              | 205          | 11"6                | 3,9                | 1027                 | 02/2014-02/2019    |
| CLA 180 CDI | Shooting Brake       | 117.912        | OM607DE15LA     | 1461           | Turbodiesel iniez. diretta common rail   | 109/4000       | 260/ 1750-2500 | A        | M/6                        | 1.390              | 200          | 11"9                | 3,9                | 101                  | 09/2015-06/2019    |
| CLA 200 CDI | 4 porte              | 117.301        | OM651DE22LA     | 2143           | Iniez. diretta common rail Biturbo       | 136/ 3600-4400 | 300/ 1600-3000 | A        | M/6                        | 1.410              | 220          | 9"4                 | 4,2                | 109                  | 05/2013-08/2014    |
| CLA 200 CDI | 4 porte              | 117.308        | OM651DE22LA     | 2143           | Iniez. diretta common rail Biturbo       | 136/ 3400-4000 | 300/ 1400-3000 | A        | M/6                        | 1.410              | 220          | 9"4                 | 4,1                | 109                  | 09/2014-02/2019    |
| CLA 200 CDI | Shooting Brake       | 117.908        | OM651DE22LA     | 2143           | Iniez. diretta common rail Biturbo       | 136/ 3400-4000 | 300/ 1400-3000 | A        | M/6                        | 1.445              | 215          | 9"5                 | 4,1                | 108                  | 02/2015-06/2019    |
| CLA 200 CDI 4MATIC | 4 porte              | 117.302        | OM651DE22LA     | 2143           | Iniez. diretta common rail Biturbo       | 136/ 3400-4000 | 300/ 1400-3000 | I        | 7G-DCT                     | 1.410              | 216          | 9"2                 | 4,6                | 125                  | 03/2014-02/2019    |
| CLA 200 CDI 4MATIC | Shooting Brake       | 117.902        | OM651DE22LA     | 2143           | Iniez. diretta common rail Biturbo       | 136/ 3400-4000 | 300/ 1400-3000 | I        | 7G-DCT                     | 1.525              | 212          | 9"8                 | 5                  | 121                  | 02/2015-06/2019    |
| CLA 220 CDI | 4 porte              | 117.303        | OM651DE22LA     | 2143           | Iniez. diretta common rail Biturbo       | 170/ 3000-4200 | 350/ 1600-3400 | A        | 7G-DCT                     | 1.450              | 230          | 8"2                 | 4,5                | 112                  | 01/2013-11/2014    |
| CLA 220 CDI | 4 porte              | 117.303        | OM651DE22LA     | 2143           | Iniez. diretta common rail Biturbo       | 177/ 3400-4000 | 350/ 1600-3400 | A        | 7G-DCT                     | 1.450              | 230          | 8"2                 | 4                  | 111                  | 11/2014-05/2018    |
| CLA 220 CDI | 4 porte              | 117.303        | OM651DE22LA     | 2143           | Iniez. diretta common rail Biturbo       | 170/ 3600-3800 | 350/ 1600-3400 | A        | 7G-DCT                     | 1.450              | 232          | 7"7                 | 5,5                | 145                  | 06/2018-02/2019    |
| CLA 220 CDI | Shooting Brake       | 117.903        | OM651DE22LA     | 2143           | Iniez. diretta common rail Biturbo       | 177/ 3400-4000 | 350/ 1600-3400 | A        | 7G-DCT                     | 1.480              | 228          | 8"3                 | 4                  | 105                  | 02/2015-05/2018    |
| CLA 220 CDI | Shooting Brake       | 117.903        | OM651DE22LA     | 2143           | Iniez. diretta common rail Biturbo       | 170/ 3600-3800 | 350/ 1600-3400 | A        | 7G-DCT                     | 1.480              | 228          | 7"8                 | 5,6                | 145                  | 06/2018-06/2019    |
| CLA 220 CDI 4MATIC | 4 porte              | 117.305        | OM651DE22LA     | 2143           | Iniez. diretta common rail Biturbo       | 170/ 3000-4200 | 350/ 1600-3400 | I        | 7G-DCT                     | 1.505              | 230          | 8"2                 | 4,8                | 125                  | 09/2014-11/2014    |
| CLA 220 CDI 4MATIC | 4 porte              | 117.305        | OM651DE22LA     | 2143           | Iniez. diretta common rail Biturbo       | 177/ 3400-4000 | 350/ 1600-3400 | I        | 7G-DCT                     | 1.505              | 230          | 8"2                 | 4,8                | 125                  | 11/2014-05/2018    |
| CLA 220 CDI 4MATIC | 4 porte              | 117.305        | OM651DE22LA     | 2143           | Iniez. diretta common rail Biturbo       | 170/ 3600-3800 | 350/ 1600-3400 | I        | 7G-DCT                     | 1.505              | 230          | 7"7                 | 5,6                | 148                  | 06/2018-02/2019    |
| CLA 220 CDI 4MATIC | Shooting Brake       | 117.905        | OM651DE22LA     | 2143           | Iniez. diretta common rail Biturbo       | 177/ 3400-4000 | 350/ 1600-3400 | I        | 7G-DCT                     | 1.540              | 225          | 8"3                 | 5                  | 131                  | 02/2015-05/2018    |
| CLA 220 CDI 4MATIC | Shooting Brake       | 117.905        | OM651DE22LA     | 2143           | Iniez. diretta common rail Biturbo       | 170/ 3600-3800 | 350/ 1600-3400 | I        | 7G-DCT                     | 1.540              | 225          | 7"8                 | 5,7                | 151                  | 06/2018-06/2019    |
| Note: 1126 g/km (130 per la Shooting Brake) per gli allestimenti inferiori, mentre per gli allestimenti superiori le emissioni salgono a 130 g/km (140 per la Shooting Brake) 2La CLA 250 a cambio manuale è stata prevista fin dall'inizio solo in alcuni mercati europei ed in periodi differenti, ad esempio in Regno Unito ininterrottamente dal debutto, in Germania solo fino al gennaio 2014 per poi tornare dopo il restyling e in Italia solo dal mese di ottobre del 2015 3In Italia a partire dal settembre 2013 4In Italia, questa versione viene commercializzata con la denominazione Supersport anziché Sport. 5Velocità massima autolimitata 6A partire dal settembre 2015, tutte le versioni a gasolio perdono la sigla CDI, sostituita da una semplice lettera d 7102 g/km per gli allestimenti inferiori, mentre per gli allestimenti superiori le emissioni salgono a 108 g/km |                      |                |                 |                |                                          |                |                |          |                            |                    |              |                     |                    |                      |                    |